# Маленкова, Раиса Давыдовна
Раи́са Давы́довна Маленко́ва (1916—1998) — советская актриса театра, заслуженная артистка РСФСР (1959). Дипломант 1-й степени Всесоюзного фестиваля театров и музыкальных коллективов (1957).

## Биография
Родилась в Киеве. Работала техником на заводе, по путёвке которого была направлена в Киевский киноинститут. Получив диплом киноактрисы, поступила в теа-студию И. П. Чужого, окончив которую в 1938 году переехала во Владивосток, где и начала свою театральную карьеру. Затем служила в Воронеже, после чего её приняли в Московский камерный театр (1940—1945). После войны работала в системе театров ВТО, а с 1952 до 1962 года - в Сахалинском областном драматическом театре им. Чехова. В 1957 году за роль Женни Маркс в спектакле «Гражданин мира», посвящённом 40-й годовщине Октябрьской Революции на Всесоюзном фестивале театров и музыкальных коллективо получила диплом 1-й степени. Указом Президиума Верховного Совета от 18 сентября 1959 года удостоена звания заслуженная артистка РСФСР.
В 1960-е — актриса Горьковского театра драмы.
Умерла в 1998 году.

## Театральные роли
- Ольга Михайловна — «Твоё личное дело» (Л. И. Ошанин и Е. Б. Успенская)
- Вера Павловна — «Новые времена» (по роману «Что делать?» Н. Чернышевского)
- Раиса Колеснийчук — «За власть Советов» (В. П. Катаев)
- Женни Маркс — «Гражданин мира» (Д. А. Щеглов)
- Лидия — «Бешеные деньги» (А. Н. Островский)
- Кручинина — «Без вины виноватые» (А. Н. Островский)
- Анхела — «Дама-невидимка» (П. Кальдерон)
- Мария — «Мария Стюарт» (Ф. Шиллер)
- Дачия — «Титаник-вальс» (Т. Мушатеску)[1]

## Звания и премии
- Заслуженная артистка РСФСР (1959)
- Диплом 1-й степени на Всесоюзном фестивале театров и музыкальных коллективов (1958)
- Лауреат Дальневосточной театральной весны (1959)[1]